# 천사들의 해안
천사들의 해안(La baie des anges, BAY OF ANGELS)은 프랑스에서 제작된 자크 드미 감독의 1963년 드라마, 멜로/로맨스 영화이다. 잔느 모로 등이 주연으로 출연하였다.

## 출연

### 주연
- 잔느 모로
- 클로드 만